# Iglesia del Espíritu Santo (Zamora)
La iglesia parroquial del Espíritu Santo es un pequeño templo románico ubicado extramuros de la ciudad de Zamora (España), en el barrio al que da nombre y que antiguamente se denominó "Pobla Sancti Spiritus", poseyendo un fuero especial. Fue declarada bien de interés cultural en 1983.

## Historia
La iglesia fue fundada, edificada y dotada por el maestro Juan, deán de Zamora, y consagrada el 12 de junio de 1211 por Martín, obispo de Zamora, junto con un obispo de Coria y otro portugués, según consta en acta conservada en el Archivo Histórico Diocesano.
En 1222 el rey Rey Alfonso IX la acogió bajo su protección, junto al hospital que con el mismo nombre existió junto a ella.

## Descripción

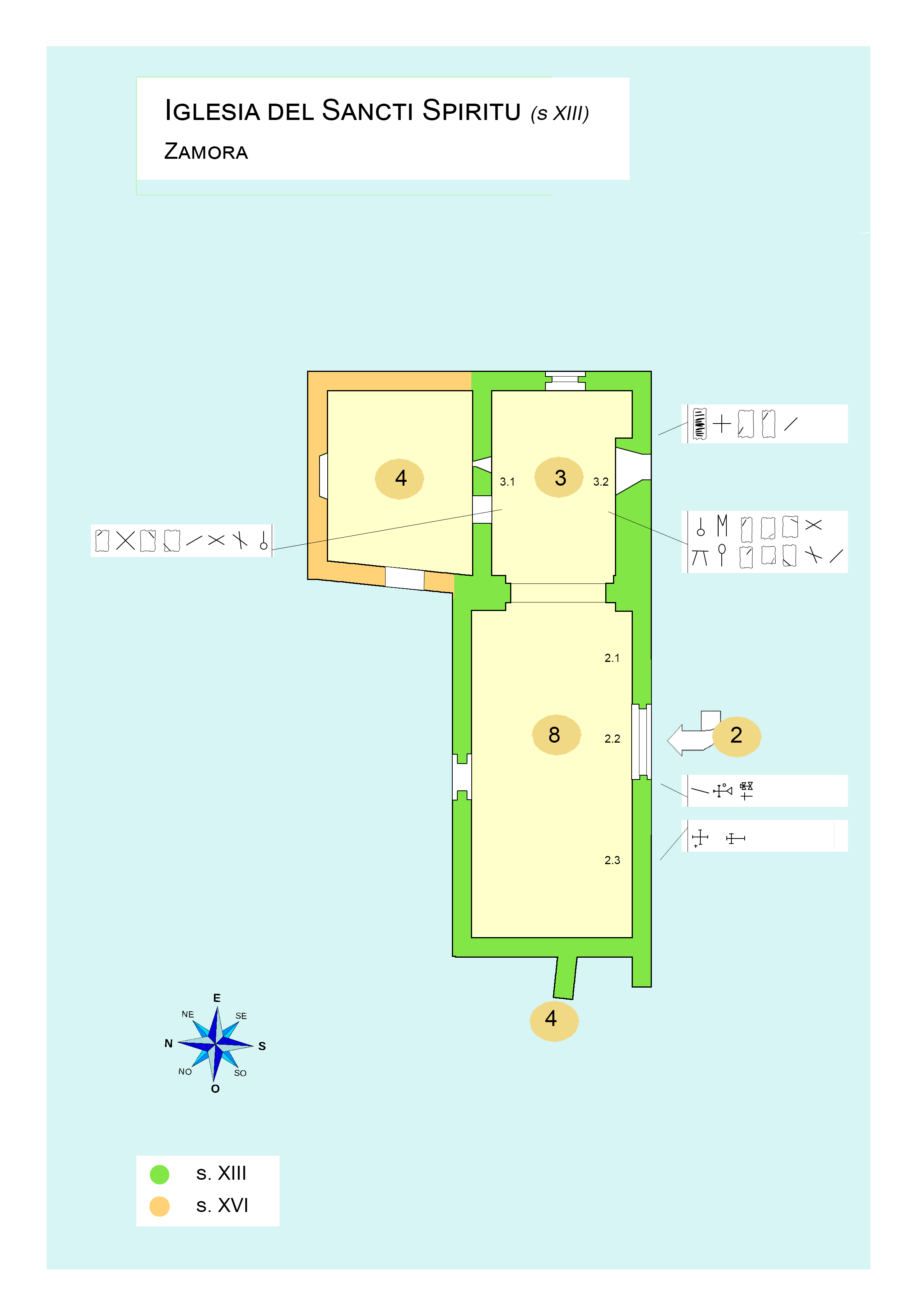
Aprox. a la planta y marcas de cantero.
2 Fachada sur, 3 Ábside, 4 Fachada oeste, 8 Nave central.

### Planta
Su planta es rectangular en estilo románico del siglo XIII, de una sola nave (8) de tramo único, con ábside (3) de cabecera plana, sacristía (14) situada en el lado norte del ábside, portadas en las fachadas sur (2) y norte (1), la norte más sencilla y espadaña (5) rectangular con vanos para 2 campanas en la fachada occidental (4). Presenta la orientación litúrgica habitual, E87º.

Fue realizada con sillar bien tallado.

El acceso al templo se efectúa por el pórtico Sur. 

La portada está constituida por arco de medio punto formado por dos arquivoltas lisas sobre jambas.

Ha sido restaurada a principios del siglo XXI.

### Marcas de cantero
Se han identificado 131 signos de 40 tipos diferentes, todos ellos de diseño sencillo de 1 a 5 trazos con predominio de trazo recto, perfil y trazo normal.

Su distribución por zonas puede verse en el informe ‘Distribución’.

En el informe 'signos rectores', se aprecia que hay 2 logias de canteros que trabajaron en la fachada este y 2 maestros canteros especialistas en la fachada este.

El resto de signos pueden agruparse en:
‘Comunes’, Aspas, ángulo y posición de sillar, etc. habituales en todos los edificios e Ideogramas, Inscripciones, etc., algunos de ellos, en especial los ideogramas, de significado simbólico religioso de protección del templo.
Los tipos y morfología de los signos identificadas son característicos de una etapa constructiva del siglo XIII, ver informe "Etapas históricas".

La densidad de sillares con marca, 6%, es típica de otras construcciones similares de la zona.
De su exterior destaca su rosetón y, en general, cierta influencia de la Iglesia de Santiago del Burgo. La portada meridional es de medio punto doblado.
Su interior, el arco triunfal es también de medio punto doblado, estando su capilla mayor cubierta con bóveda de cañón apuntado. En la iglesia recibe culto un crucificado gótico del siglo XV, denominado Cristo del Espíritu Santo que apareció emparedado y parcialmente mutilado en un nicho del presbiterio en 1963, siendo desde entonces la imagen titular de la hermandad penitencial que lleva su nombre y que lo saca en procesión en la noche del viernes de la quinta semana de Cuaresma.

## Hermandad Penitencial del Stmo Cristo del Espíritu Santo

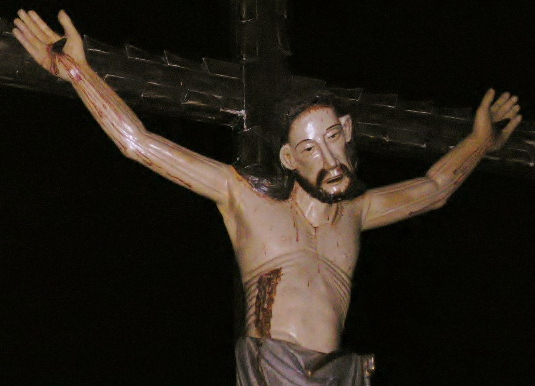
Cristo del Espíritu Santo.

De dicha iglesia procesiona todos los Viernes de Dolores La Hermandad Penitencial del Espíritu Santo que es aprobada el 12 de diciembre de 1974, realizando su primer desfile el 21 de marzo del año siguiente con 120 hermanos. Su imagen titular es un crucificado de estilo gótico del siglo XV, que fue hallado por casualidad en la iglesia del mismo nombre el 23 de marzo de 1963. La talla apareció mutilada y sin cruz, teniéndose que someter a un proceso de restauración. El hábito de la hermandad lo forman una túnica de estameña blanca, capucha monacal con el anagrama de la Hermandad, ceñidor de esparto y un farol de mano. La hermandad no formó parte de la Junta Pro Semana Santa hasta el año 1998. Actualmente, la hermandad desfila en la noche del Viernes de Dolores, haciendo estación de penitencia en la S.I. Catedral donde se celebra un acto de oración en el atrio del templo y donde se canta el “Christus Factus est”. En su desfile, sobresalen elementos procesionales tales como una campana y un incensario muy característico de esta Hermandad, así como el coro de la cofradía que va entonando el himno “Crux Fidelis”.